# Michaił Busygin
Michaił Iwanowicz Busygin (ros. Михаи́л Ива́нович Бусы́гин, ur. 15 marca 1931 we wsi Krutaja w obwodzie swierdłowskim, zm. 6 grudnia 2016) – radziecki polityk.

## Życiorys
W 1950 ukończył technikum motocyklowym w Irbicie, później pracował w fabryce w Irbicie, 1951-1952 był inżynierem w warsztatach produkcyjnych szkoły rzemieślniczej nr 41 w Irbicie. Od 1952 był członkiem KPZR, 1952-1956 studiował w Uralskim Instytucie Leśno-Technicznym w Swierdłowsku, 1956-1957 pracował jako inżynier w lespromchozie w obwodzie permskim, 1957-1960 był głównym inżynierem i dyrektorem przedsiębiorstwa w Solikamsku. W latach 1960–1962 I sekretarz Komitetu Miejskiego KPZR w Solikamsku, 1962-1968 dyrektor kombinatu celulozowo-papierniczego w Solikamsku, 1968-1974 szef Głównego Zarządu Projektowania i Budonictwa Kapitałowego i członek Kolegium Ministerstwa Przemysłu Celulozowo-Papierniczego ZSRR. Od 1974 zastępca ministra przemysłu celulozowo-papierniczego ZSRR i jednocześnie 1974-1977 dyrektor generalny powstającego zakładu celulozowego w Ust-Ilimsku, od 1982 I zastępca ministra, a od marca 1982 do marca 1988 minister przemysłu leśnego, celulozowo-papierniczego i obróbki drewna ZSRR, od marca 1988 do czerwca 1989 minister przemysłu leśnego ZSRR, następnie na emeryturze. W latach 1986–1990 zastępca członka KC KPZR. Deputowany do Rady Najwyższej ZSRR 11 kadencji. Pochowany na Cmentarzu Trojekurowskim w Moskwie.

## Odznaczenia
- Order Lenina (dwukrotnie - 1966 i 1981)
- Order Czerwonego Sztandaru Pracy (1971)
- Order „Znak Honoru” (1962)